# Хрустальов Микола Титович
Микола Титович Хрустальов (рос. Николай Титович Хрусталёв; 1908, станиця Єрмоловська — 5 листопада 1941, Мале Садове) — радянський льотчик, капітан, заступник командира 2-ї ескадрильї 11-го штурмового авіаполку Військово-повітряних сил Чорноморського флоту, учасник оборони Севастополя.

## Біографія
Народився у 1908 році в станиці Єрмоловській (нині село Алхан-Кала Грозненського району Чечні). Після закінчення льотного училища служив в частинах авіації ВМФ СРСР, був льотчиком-інструктором в Єйському авіаційному училищі. Член ВКП(б).
Німецько-радянська війна застала його на кубанському аеродромі в станиці Старощербинівській. Він подав заяву з проханням відправити його на фронт і був призначений командиром ескадрильї в 11-й авіаполк, який у вересні 1941 року прибув на Кримський півострів.
5 листопада 1941 року в повітряному бою над селом Малим Садовим в Бельбецькій долині його літак І-5 був підбитий і загорівся. Льотчик спрямував охоплений вогнем літак в скупчення військ і техніки противника.

## Вшанування пам'яті
Посмертно льотчик нагороджений орденом Вітчизняної війни I ступеня. У селі Малому Садовому на місці загибелі героя встановлено пам'ятник. Льотний шолом капітана Хрустальова зберігається в музеї Чорноморського флоту у Севастополі.
4 травня 1965 року в Ленінському районі Севастополя на честь Хрустальова названа вулиця на будинку № 53 якої встановлена анотаційна дошка.